# ميقان (مشهد ميقان)
میقان (بالفارسية: میقان) هي قرية تقع في إيران في قسم مشهد میقان الريفي. يقدر عدد سكانها بـ 195 نسمة بحسب إحصاء 2016.